# Джаккони, Риккардо
Риккардо Джакко́ни (итал. Riccardo Giacconi; 6 октября 1931, Генуя, Италия — 9 декабря 2018, Сан-Диего, Калифорния, США) — американский физик итальянского происхождения, член Национальной академии наук США (1971). Лауреат Нобелевской премии по физике (2002): получил половину премии «за исследования в области астрофизики, которые привели к открытию космических источников рентгеновского излучения»; вторую половину получили Раймонд Дэвис и Масатоси Косиба за вклад в нейтринную астрономию.

## Биография
Риккардо Джаккони родился в семье Антонио Джаккони, владельца небольшой фирмы, и его жены Эльзы Канни Джаккони, учительницы физики и математики. Когда Риккардо Джаккони было восемь лет, его родители развелись, и он стал жить со своей матерью в Милане. После защиты диссертации в 1954 году в Миланском университете он получил там место ассистента профессора физики. В 1956 году перешёл работать в университет штата Индиана в Блумингтоне и в 1958 году в Принстонский университет. С 1959 года работал в Американской корпорации по науке и технике (АКНТ) в Кембридже — компании, созданной Бруно Росси с целью проведения исследований на государственные средства. В 1966 году был принят в совет директоров фирмы и с 1969 года стал вице-президентом.
В 1973 году перешёл на должность заместителя директора в отделение астрофизики высоких энергий Гарвард-Смитсоновского астрофизического центра в Кембридже (Массачусетс). С 1981 года работал директором научного института космических телескопов и профессором университета Джонса Хопкинса в Балтиморе. С 1991 по 1999 год был профессором физики и астрономии в Милане. С 1993 по 1999 год был генеральным директором Европейской южной обсерватории в Гархинге под Мюнхеном. В 1999 году возвратился в США и с тех пор являлся президентом Объединённых университетов Вашингтона и профессором-исследователем в университете имени Джонса Хопкинса в Балтиморе.
Подписал «Предупреждение учёных человечеству» (1992).
Риккардо Джаккони был женат на Мирелле Джаккони, которую знал со школьной скамьи и которая работала в МТИ переводчицей. У них две дочери — Джина и Анна.

## Достижения
Работа Джаккони до 1959 года характеризовалась серией неудач. По его собственным словам, он получил в фирме АКНТ новый старт, а годы работы в этой корпорации были самыми продуктивными в его жизни. С 1959 по 1962 год он участвовал в разработке нагрузки 23-х исследовательских ракет, шести спутников и одного полёта на самолёте.
12 июня 1962 года стартовала высотная исследовательская ракета Aerobee с рентгеновским детектором на борту. Целью ставилось фотографирование Луны в рентгеновском диапазоне. Хотя эта цель не была достигнута — сегодня известно, что интенсивность излучения была недостаточной для чувствительности тогдашних детекторов, — вместо этого удалось обнаружить яркий объект в созвездии Скорпиона — Скорпион X-1. Следующим проектом Джаккони стал рентгеновский спутник Uhuru, который был запущен в 1970 году и при помощи которого впервые была произведена полная съёмка неба в рентгеновском диапазоне. В диапазоне от 2 до 6 кЭв были найдены 339 объектов. Следующим спутниковым проектом стала обсерватория имени Эйнштейна, запущенная 12 ноября 1978 года.
С 1981 по 1993 год Джаккони был ответственен за разработку и строительство орбитального телескопа Хаббл.
В разработке следующего рентгеновского спутника ROSAT Джаккони не участвовал, однако он внёс существенный вклад в него за счёт привлечения в проект американских средств, среди прочего бесплатный запуск. Такая активность была очень полезной, так как немецкое министерство по развитию исследований и технологий ставило в то время широкое международное сотрудничество в качестве одного из условий финансовой поддержки проектов.
За свои заслуги в области рентгеновской астрономии, прежде всего за открытие источника Скорпион X-1, Джаккони был награждён в 2002 году Нобелевской премией по физике.

## Награды
- Стипендиат Фулбрайта, 1956—1958
- Премия Хелены Уорнер, Американское астрономическое общество, 1966
- Приз Комо, Итальянское физическое общество, 1967
- Премия Рентгена в астрофизике, Физическо-медицинское общество Вюрцбурга, 1971
- Медаль NASA за выдающиеся научные достижения, 1971
- Награда NASA за выдающиеся общественные заслуги, 1972
- Премия памяти Рихтмайера, 1975
- Медаль NASA за выдающиеся научные достижения, 1980
- Медаль Эллиота Крессона, Институт Франклина, Филадельфия, 1980
- Золотая медаль им. Кэтрин Брюс, Тихоокеанское астрономическое общество, 1981
- Премия Дэнни Хайнемана по астрофизике, Американское астрономическое общество/Американский институт физики, 1981
- Премия Генри Норриса Рассела, Американское астрономическое общество, 1981
- Золотая медаль Королевского астрономического общества, 1982
- Награда им. Кресси Моррисона по естественным наукам, Нью-Йоркская академия наук, 1982
- Премия Вольфа по физике, 1987
- Премия Марселя Гроссмана, 2000
- Нобелевская премия по физике, 2002
- Большой крест ордена «За заслуги перед Итальянской Республикой», 2002[7]
- Национальная научная медаль США, 2003
- Медаль Карла Шварцшильда Немецкого астрономического общества, 2004
- Золотая Медаль «За вклад в развитие культуры и искусства», 2005[8]
- Carl Sagan Memorial Award[англ.] Американского общества астронавтики, 2012